# Lisi Jar

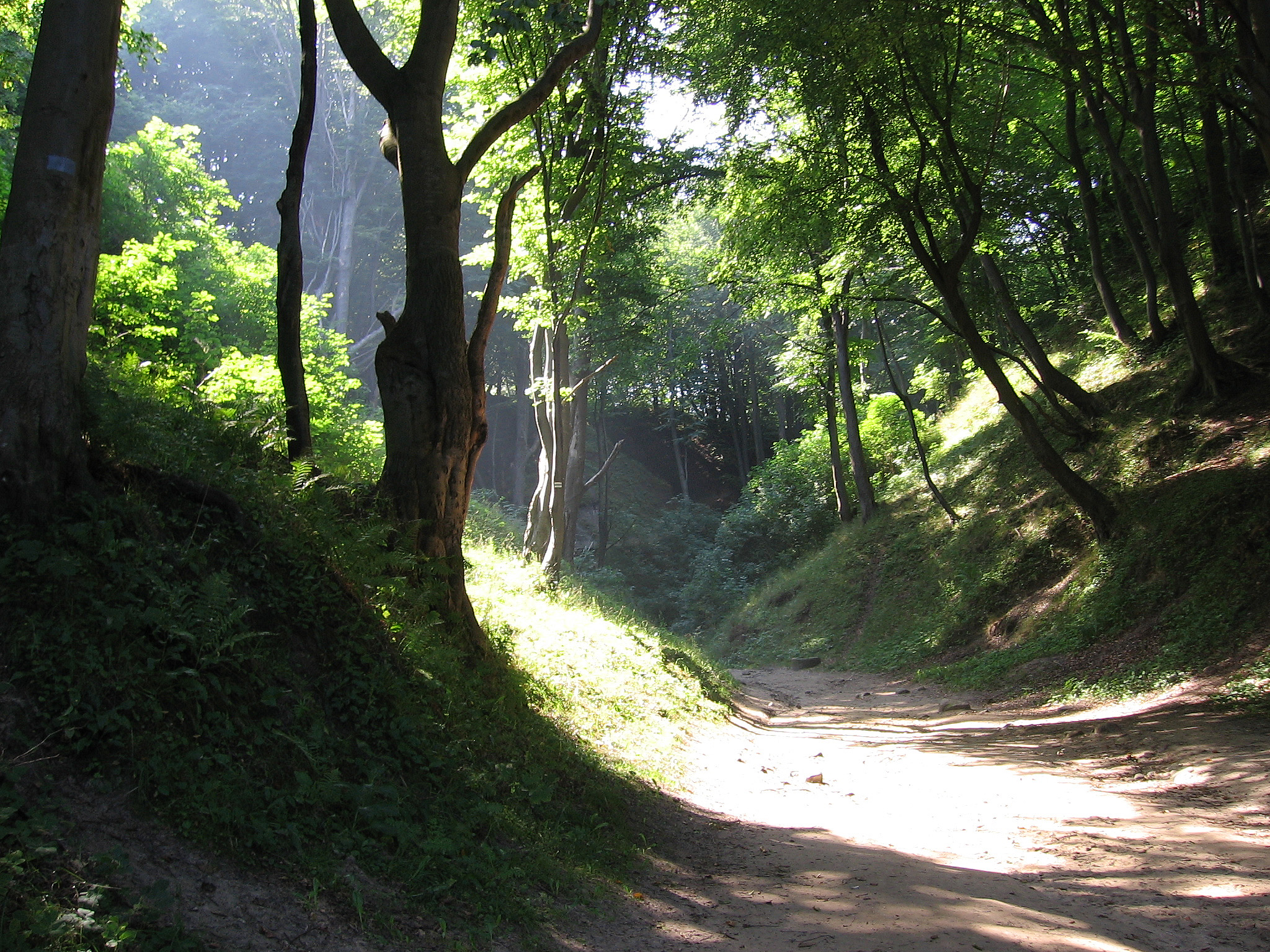
Lisi Jar

Lisi Jar – jar oraz część wsi Jastrzębia Góra, pomiędzy Rozewiem a Jastrzębią Górą na obszarze Nadmorskiego Parku Krajobrazowego. Jar o długości 350 m, ciągnie się wąskim pasem do Morza Bałtyckiego. Maksymalne zagłębienie jaru osiąga 50 metrów, a jego zbocza porośnięte są ponad stuletnim lasem bukowym. Wejście do jaru umożliwiają schody.

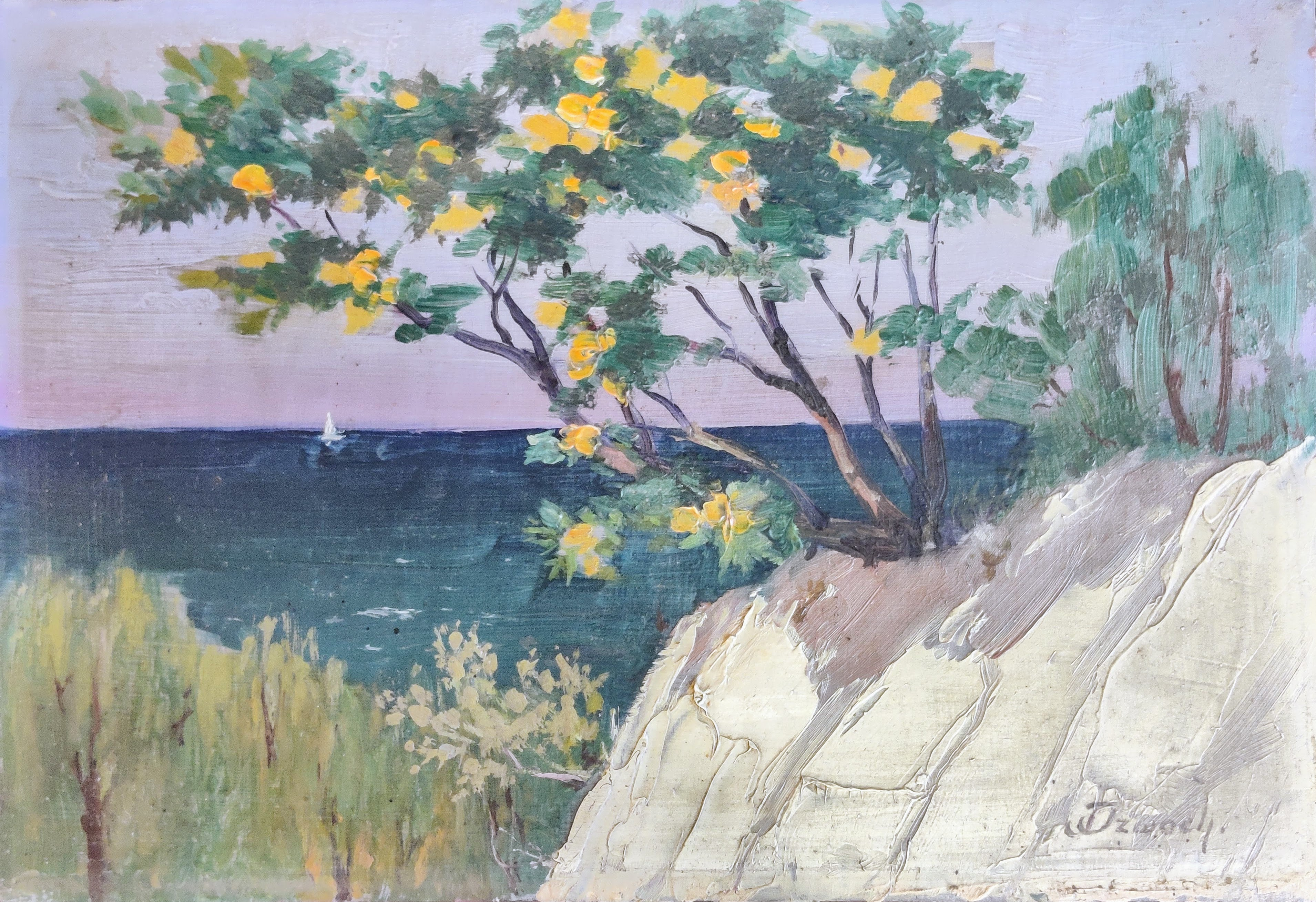
Lisi Jar na obrazie autorstwa Franciszka Szwocha namalowanym w okresie międzywojennym

Po 1920 powstało tu schronisko dla turystów. Wybudował je hrabia de Rosset, ówczesny właściciel terenu, który w 1932 przy wejściu do Lisiego Jaru ustawił także istniejący do dziś obelisk zwieńczony kulą z figurą orła wzbijającego się do lotu. W ten sposób upamiętniono miejsce lądowania króla Zygmunta III Wazy po rozbiciu się w pobliżu jego statku, którym w 1594 powracał z wyprawy po koronę Szwecji. W 1939 okupanci hitlerowscy zniszczyli obelisk: orzeł został wywieziony w głąb Niemiec, tablicę pamiątkową przechowali mieszkańcy Jastrzębiej Góry. Rzeźba orła ponownie stanęła na swoim miejscu dopiero w 1995.

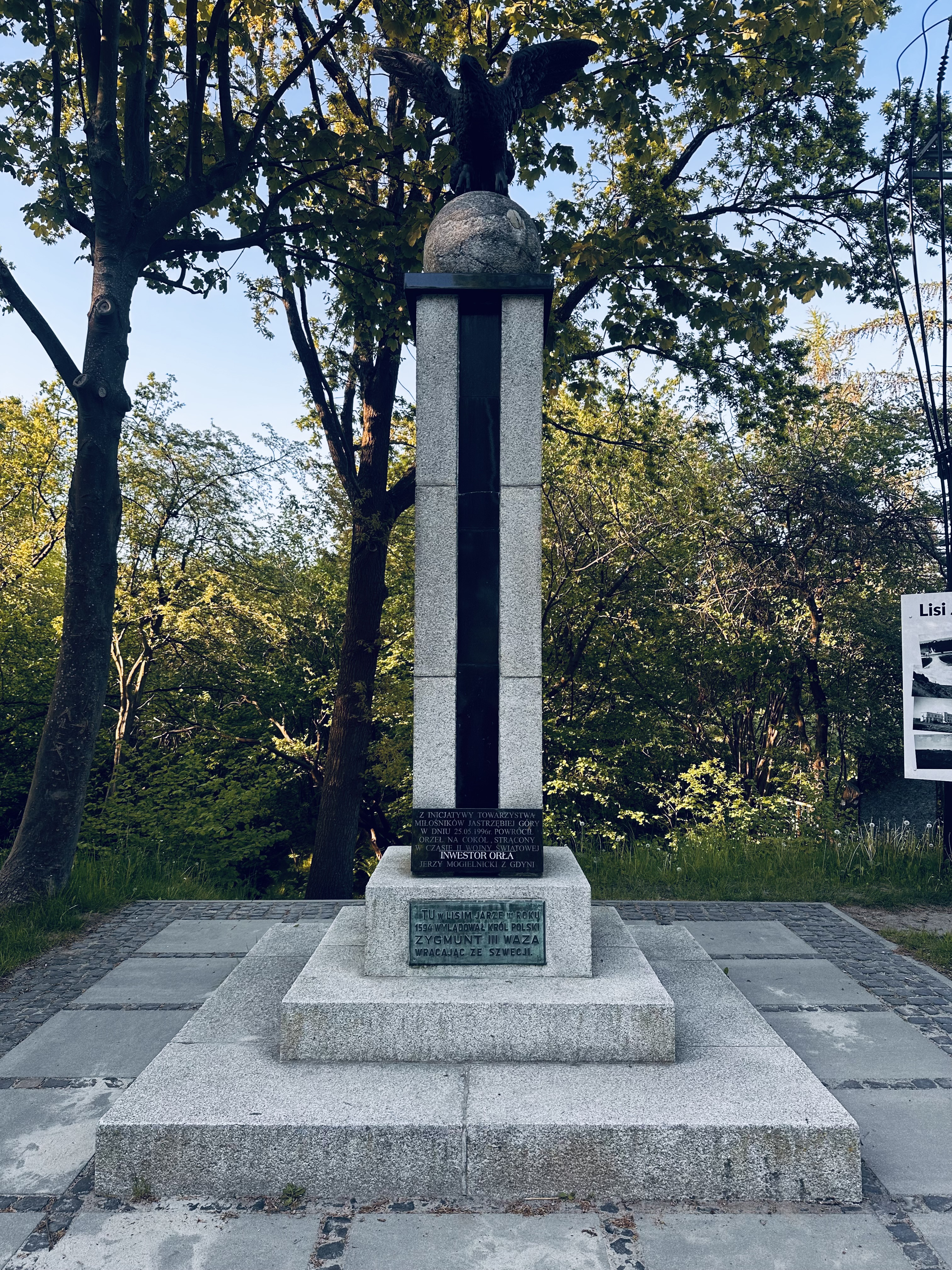
Pomnik na pamiątkę powrotu króla Zygmunta III ze Szwecji u wejścia do Lisiego Jaru przy ul. Rozewskiej